# Vayu

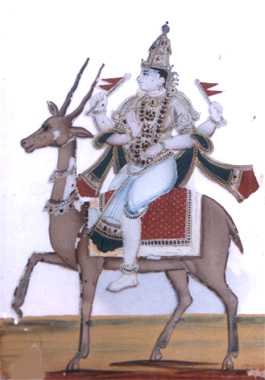
Der vedische Vayu

Vayu (Sanskrit वायु, Vāyu, „Wind“, „Luft“), auch Pavana (Sanskrit पवन „Reinigender“;  avestisch vayu-) ist eine indoiranische Gottheit des Windes. Zwischen den beiden Vertretern, der vedischen und avestischen Ausdrucksform, gibt es große Unterschiede. Gemeinsam ist ihnen die Macht, die ihnen die Natur des Windes verleiht.

## In den Veden
Vayu ist der vedische Gott des Windes, der Luft und des Lebenshauches (Prana) und dessen Personifizierung. Im Rigveda wird ihm nur eine einzige Hymne ganz gewidmet, er erscheint jedoch auch in anderen Hymnen. Er wird in Verbindung gebracht mit dem Gewitter, Wirbelstürmen und staubigen Stürmen, während der Gott Indra in Verbindung mit einer Brise oder Fruchtbarkeit bringenden Regenstürmen gebracht wird. Eine Rivalität mit Indra ist so auch in den Veden zu finden. Mit diesem und Agni bildet er eine vedische Göttertriade.

### Mythologie
Vayu stellt den Atem Varunas dar und wird auch mit dessen Attribut des „Tausendäugigen“ bezeichnet. Andere Attribute sind seine rasende Schnelligkeit gleich den Gedanken und seine Schönheit. Er verfügt über einen leuchtenden Wagen, der von zwei, neunzehn, hundert oder sogar tausend roten Pferden gezogen wird, je nachdem, ob er als Wind kommt, als Sturm oder gar Zyklon.
Vayu gilt als Schwiegersohn von Tvashtri. Gemeinsam mit Mitra und Varuna kann Vayu auch als zornige Gottheit erscheinen. Er gilt jedoch auch als Arzt und wunderbarer Heiler.
Er wird um Schutz angerufen und verleiht Ruhm und Reichtum, außerdem sorgt er für Nachwuchs und vernichtet Feinde. Manchmal gilt er auch als oberster der Gandharvas und gelegentlich als Vater der Maruts. Verheiratet ist er mit der Göttin Vayavi.
In einem hinduistischen Mythos wird Vayu vom Maharishi Narada dazu angestiftet, den Gipfel des Meru zu stürzen. Dies wird jedoch von Garuda verhindert, der seine Schwingen über den Berg ausbreitet. Vayu versucht ein Jahr lang, den Berg zu zerstören und hat damit erst Erfolg, als Garuda am Ende des Jahres abwesend ist. Die Bergspitze fällt daraufhin ins Meer und liegt dort nun als die Insel Sri Lanka.

### Ikonographie
Das Reittier des Vayu ist eine Antilope (Vayu Vahana) und in seinen Händen hält er Flagge, oft auch Pfeil und Bogen, Donnerkeil, Rad und Stab. Seine Körperfarbe ist weiß und sein Gewand ist bunt.

### Vayu heute
Im späteren Hinduismus gilt Vayu nicht mehr als gutartig, sondern als zerstörerischer, unausgeglichener, unberechenbarer, destruktiver Gott, der seine Gefühle nicht unter Kontrolle hat und voll von Begierden ist. Er durchstreift Himmel und Erde und regiert das nordwestliche Viertel der Welt (Lokapala). Vayu gilt als zügellos und deshalb hat er überall uneheliche Nachkommen. Als ein Sohn Vayus gilt z. B. auch der Affengott Hanuman, der von Vayu die Fähigkeit des Fliegens erhält, sowie Bhima, der stärkste der Pandava, der Helden des Mahabharata.
In manchen indischen Sekten wird Vayu 'Träger der Düfte' genannt und gilt als Beschützer und Diener des Paares Vishnu und Lakshmi. Vayu ist auch für die Aufrechterhaltung von Vishnus Lotus zuständig, der in seinem Bauchnabel wächst und aus dem der Gott Brahma geboren wird.

## Im Avesta
Der avestische Vāyu, oder je nach Transkription Wāyu, weist im Vergleich zur vedischen Gottheit große Unterschiede auf. Der vedischen und avestischen Gottheit gemeinsam ist die Macht mit den vielen Charakteristiken, die ihnen die Natur des Windes verleiht.
Vāyu wird im Yascht vorgestellt:

„The reason that I am called vayu […] is that I pursue (attain, conquer) both creations, both that which Spənta Mainyu created and that which Aŋra Mainyu created.“

„Der Grund, warum ich Vayu genannt werde, ist, dass ich beide Schöpfungen durchdringe, diejenigen, die Spenta Mainyu erschaffen hat, als auch diejenigen, die Angra Mainyu erschaffen hat.“

Vāyu tritt außerhalb des 15. Yascht kaum auf. Wenn der Begriff auftaucht, ist im Gegensatz zu Vāta, einem weiteren Windgott im Avesta, immer die Gottheit gemeint. Vāyu ist eine komplexe Gottheit mit mehreren Aspekten. Sie basiert auf der Ambivalenz des Windes, die im Avesta erkennbar ist und von der Pahlavi-Literatur ausführlich artikuliert wurde. Einerseits ist er eine kriegerische Gottheit, die in der Lage ist, die Schöpfung von Spenta Mainyu zu schützen. Im Yascht erhält er dazu eine Reihe von Epitheta, aus denen seine beschützende Natur abgeleitet werden kann. Er hat überlegene Fähigkeiten und ist stark und schnell. Seine Erscheinung ist breitschultrig und breithüftig und er trägt einen goldenen Helm, einen Umhang, eine Halskette, eine Robe und einen Gürtel. Er ist ein Krieger mit einem goldenen Kriegswagen, der goldene Räder hat. Er trägt eine goldene Peitsche und einen spitzen Speer.
Auf der anderen Seite erscheint Vāyu im Avesta als gefürchteter Gott des Todes. Im Vendidad, in der Litanei Nyāyišn und einem kleinen Gebet kommt die boshafte Seite von Vayu zum Vorschein. Im Vendidad führt er den sterbenden Mensch gefesselt mit sich. Im kleinen Gebet werden unangenehme Wege im Leben aufgezählt. Manchen von ihnen kann man entkommen, aber nicht denjenigen, die dem unbarmherzigen Vayu gehören. Das bedeutet, dass man dem Tod nicht entfliehen kann.
Die iranische Sicht auf den Kosmos versteht die Erde als eine separate Einheit vom steinernen Gewölbe des Himmels. Dazwischen liegt die Atmosphäre, auch die Leere oder das Nichts genannt. Die Aktivität des Windes findet in dieser Leere statt und ist als Ausdruck dieses Nichts instabil und ambivalent. Er kann als Brise sanft und als Sturm schrecklich sein. In den Pahlavi-Schriften sind die Konzepte der Entstehung des Kosmos und seine Gestaltung erstellt worden. Eine Szene beschreibt einen Urzustand von einem unendlichen Raum, der mit Vayu assoziiert wird, und einer unendlichen Zeit (Zurvan). Aus diesen entwickelte sich die Dualität von endlichem Raum und endlicher Zeit als Voraussetzung für die Erschaffung der Welt. Man kann vermuten, dass Vāyu, sobald er als unendlicher Raum über den Kategorien von Gut und Böse endlich wurde, sich in zwei Teile spaltete. Als solcher nahm er einerseits die Rollen des wohlwollenden, wenn auch zuweilen gewalttätigen Windes und andererseits die des bösen Todesbringers an.